# Feothanach
Feothanach is een plaats in het Ierse graafschap Kerry.